# Euphyia adjrouaria
Euphyia adjrouaria är en fjärilsart som beskrevs av Charles Oberthür 1893. Euphyia adjrouaria ingår i släktet Euphyia och familjen mätare. Inga underarter finns listade i Catalogue of Life.